# Heiligengeistbrücke

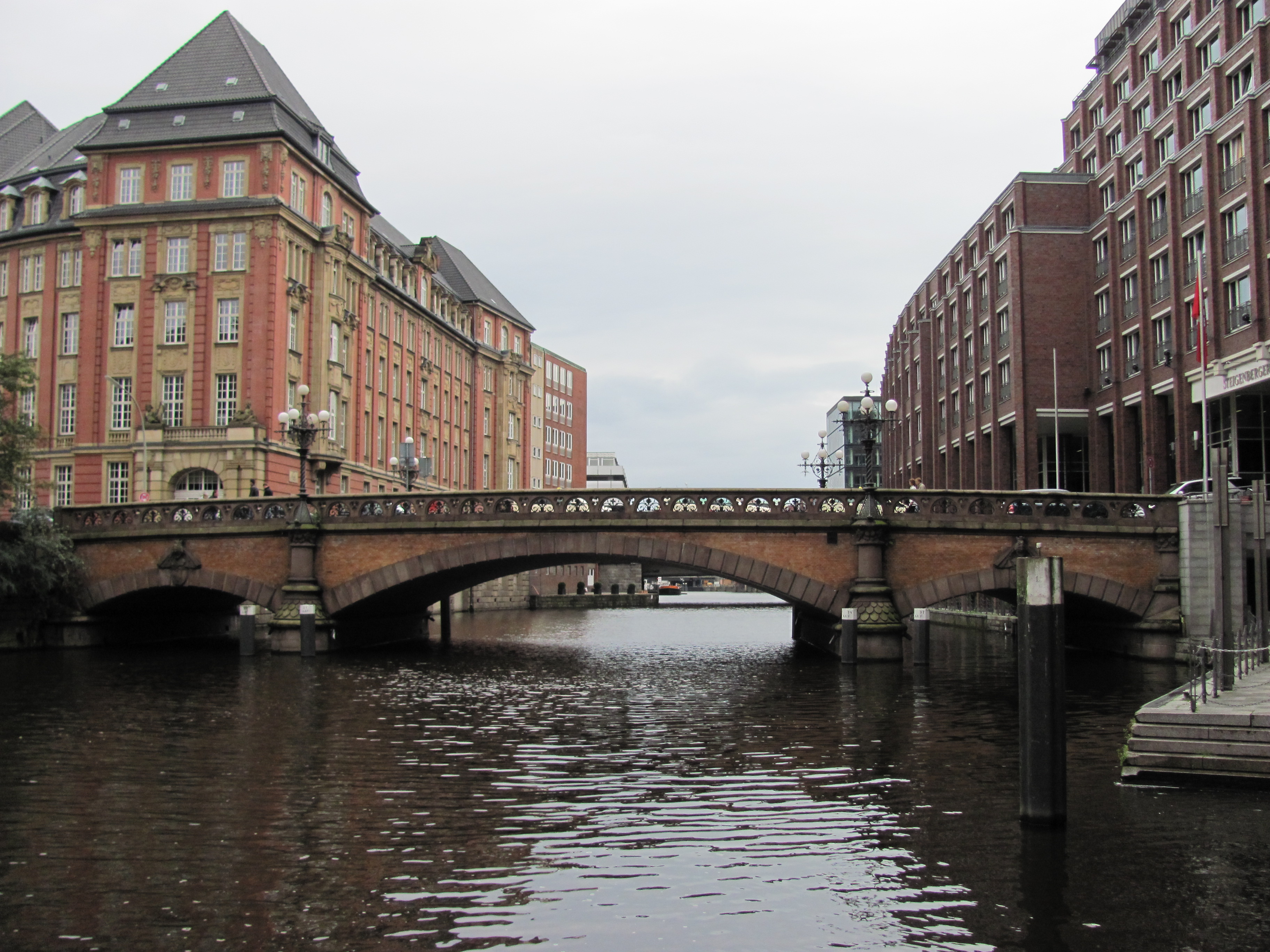
Heiligengeistbrücke. Links die ehemalige Oberfinanzdirektion, hier befand sich einst das namengebende Heiligengeist-Hospital.

Die Heiligengeistbrücke in Hamburg ist eine 1883 bis 1885 erbaute Straßenbrücke. Sie überspannt das Alsterfleet.
Die 51 m lange und 16,36 m breite Ziegel-Bogenbrücke mit Bogenweiten von 7,5, 17,5 und 7,5 m verbindet die Admiralitätstraße und den Rödingsmarkt. Sie wurde 1883 bis 1885 nach Plänen des Oberingenieurs Franz Andreas Meyer errichtet.
Die Brücke ist nach dem Heiligengeist-Hospital benannt, das früher östlich dieser Brücke lag. Das Bauwerk ist als Kulturdenkmal Nr. 11853 (ehemals 530) in der Liste der Kulturdenkmäler der Stadt Hamburg eingetragen.